# Licopeno épsilon-ciclasa
La licopeno épsilon-ciclasa (EC 5.5.1.18, CrtL-e, LCYe) es una enzima que posee el nombre sistemático grupo psi-terminal de carotenoide liasa (descicladora). Esta enzima cataliza la siguiente reacción química
Al actuar sobre el carotenoide licopeno-todo-trans que posee grupos psi-terminales en ambos extremos, en un primer paso lo convierte en δ-caroteno; y luego en ε-caroteno.